# سارة باسكو
سارة باسكو (بالإنجليزية: Sara Pascoe)‏ (ولدت في 22 مايو 1981) هي كاتبة إنجليزية، كوميدية وممثلة.

## حياتها المبكرة
ولدت باسكو في داجنهام، لندن. والدها هو ديريك باسكو ‏، مغني مع فرقة البوب فلينتلوك. وكانت جدة جدتها كاتبة موسيقى روزا نومارتش ‏.
درست اللغة الإنجليزية في جامعة ساسكس. عملت في وقت لاحق كمرشد سياحي في لندن. 

## حياتها الشخصية
باسكو هي نباتية. وتقيم في لندن. 

## وصلات خارجية
- Official website
- سارة باسكو على موقع IMDb (الإنجليزية)
- سارة باسكو على موقع ميوزك برينز (الإنجليزية)
- سارة باسكو على موقع قاعدة بيانات الفيلم (الإنجليزية)
- Panellist page on QI website